# フジヤカメラ
フジヤカメラは、株式会社フジヤカメラ店が東京都中野区に展開している、カメラおよび関連商品の販売店。

## 概要
中央線沿線の中野駅近くの独立系カメラ専門店。カメラ本体・レンズおよびカメラ関連の販売を行う。中古カメラ・レンズの下取り・販売も手掛けている。

## 沿革
- 1938年 - 中野区新井町に写真材料店「大月太陽堂」を開業。
- 1943年 - 現在の中野ブロードウェイ北口付近に移転。
- 1946年8月 - 株式会社フジヤカメラ店設立。
- 1951年 - 現在の中野サンモール商店街に移転。
- 1983年 - 中野ブロードウェイにフジヤエービックを出店。
- 1997年 - 現在地に移転し、フジヤカメラ本店に改称。用品館開店。
- 2002年4月 - ジャンク館開店。
- 2006年10月 - オンラインショップ開設。
- 2011年 - DPEの扱いを中止。
- 2019年 -フジヤエービックがフジヤカメラに合併。
- 2020年 - 新ビルが完成。用品館が新ビルに移転。「フジヤカメラ 動画館」がオープン。

## 店舗
- 本店 -  〒164-0001　東京都中野区中野5-61-1　中野タツミビル
- 動画館 - 〒164-0001　中野区中野5-62-9 KIK NAKANO 1st.BLD 1階  元株式会社フジヤエービック。2019年6月合併[1]。
- 用品館 - 〒164-0001　中野区中野5-62-9 KIK NAKANO 1st.BLD 2階
- ジャンク館 - 〒164-0001　東京都中野区中野5-63-5

## 関連会社
- 株式会社ネクストトゥエンティワン - 男性向け腕時計の買取・販売
- 株式会社ベティーロード - 女性向け腕時計の買取・販売